# Air China
Air China (中國國際航空公司T, 中国国际航空公司 o 国航S, Zhōngguó Guójì Hángkōng GōngsīP, lett. "Compagnia aerea internazionale cinese") è una compagnia aerea di proprietà della Repubblica popolare cinese (50%) e la seconda compagnia commerciale del Paese.
Ha la sua sede a Pechino. È la sola compagnia aerea cinese ad avere la bandiera nazionale della repubblica su tutti gli aerei della flotta. Il suo logo è una fenice.
La base principale di Air China è l'aeroporto internazionale di Pechino.

## Storia

### I primi anni

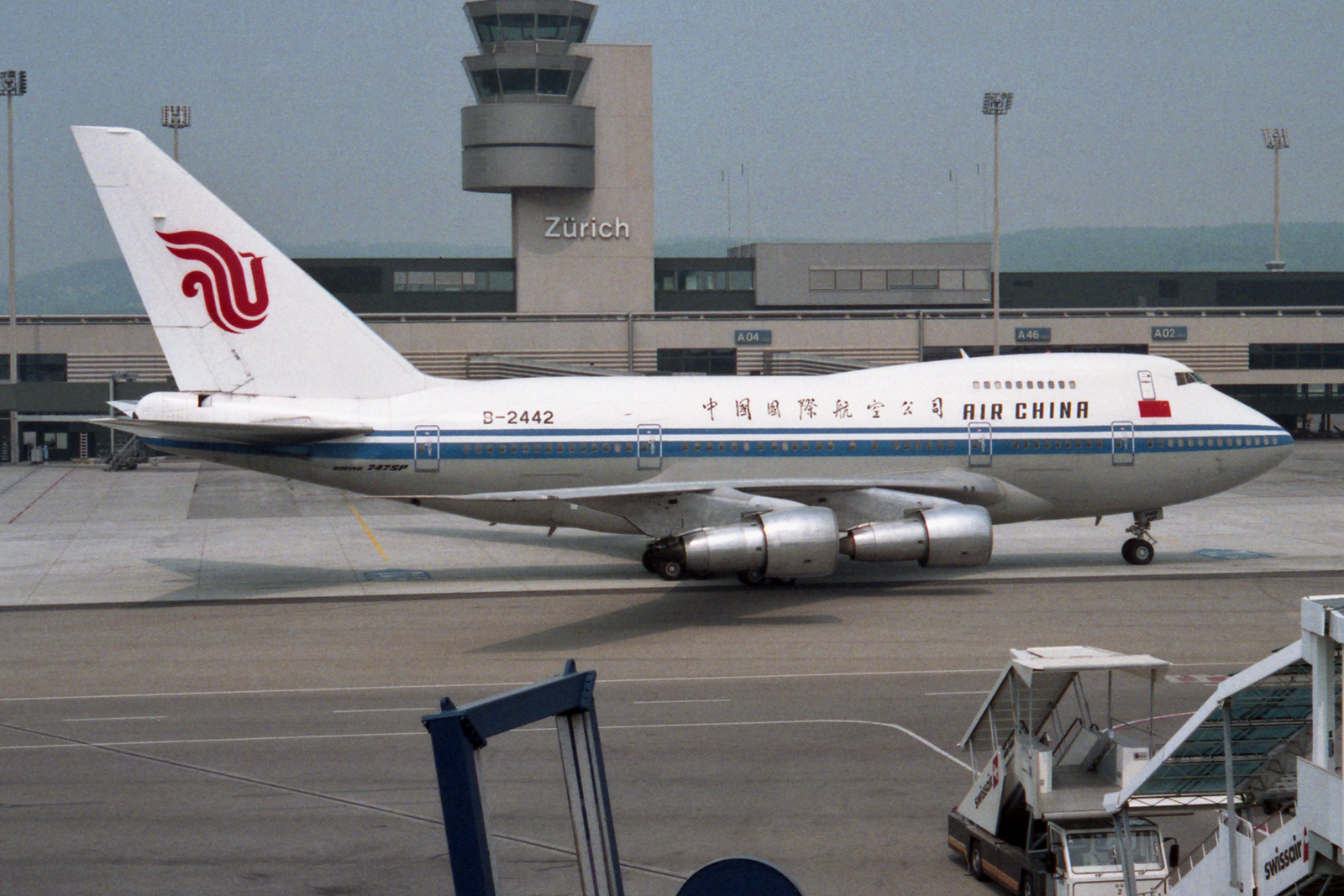
Un Boeing 747SP della compagnia, fotografato a Zurigo nel 1992.

Air China venne fondata e iniziò le operazioni il 1º luglio 1988 a seguito della decisione del governo cinese alla fine del 1987 di dividere le divisioni operative della Civil Aviation Administration of China (CAAC Airlines) in sei compagnie aeree separate: Air China, China Eastern, China Southern, China Northern, China Southwest e China Northwest. Ad Air China venne assegnata la responsabilità principale per i voli intercontinentali e rilevò gli aerei a lungo raggio della CAAC (Boeing 747, 767 e 707) e le rotte internazionali.
Nel gennaio 2001, le dieci compagnie dell'ex CAAC concordarono un piano di fusione, in base al quale Air China avrebbe acquisito China Southwest Airlines. Prima di questa acquisizione, Air China era la quarta compagnia aerea nazionale del paese. La fusione creò un gruppo con un patrimonio di 56 miliardi di Yuan (8,63 miliardi di dollari) e una flotta di 118 aeromobili. Nell'ottobre 2002, Air China si fuse con China National Aviation Holding e China Southwest Airlines.
Il 15 dicembre 2004, Air China venne quotata con successo alle borse di Hong Kong e di Londra. Nel 2006, Air China firmò un accordo per entrare a far parte della Star Alliance. È diventata membro dell'alleanza il 12 dicembre 2007 assieme a Shanghai Airlines.
Nel luglio 2009, Air China ha acquisito 19,3 milioni di dollari di azioni dalla sua sussidiaria Air Macau, portando la sua partecipazione nel vettore dal 51% all'80,9%. Un mese dopo, Air China ha speso 6,3 miliardi di HK $ (813 milioni di dollari USA) per aumentare la propria partecipazione in Cathay Pacific dal 17,5% al 30%, espandendo la propria presenza a Hong Kong.

### Sviluppi dal 2010
Nell'aprile 2010, Air China ha completato l'aumento delle partecipazioni in Shenzhen Airlines ed è diventata l'azionista di controllo, consentendole di rafforzare ulteriormente la sua posizione a Pechino, Chengdu e Shanghai, nonché di realizzare una rete domestica più equilibrata.
Il 2 dicembre 2010, Air China ha ricevuto il più alto riconoscimento dell'industria turistica spagnola, la "Targa al merito turistico". Air China è stata la prima compagnia aerea straniera a ricevere il premio, che viene assegnato a organizzazioni e individui che contribuiscono all'industria del turismo spagnolo.
Il 23 dicembre 2010, Air China è diventata la prima compagnia aerea cinese a offrire biglietti combinati che includevano voli nazionali e servizi di bus navetta per le città vicine. Il primo biglietto combinato volo-navetta collegava Tianjin tramite bus navetta con voli nazionali che passavano per Pechino.
Air China ha iniziato a offrire il servizio Internet Wi-Fi gratuito a bordo dei suoi aerei il 15 novembre 2011, diventando così il primo vettore cinese a offrire questo servizio. Tuttavia non è consentito sugli smartphone, ma solo su tablet e laptop.
Nel 2012, su pressione della PETA, Air China ha dichiarato che non avrebbe più trasportato scimmie per conto dei laboratori. La PETA ha accolto con favore l'annuncio della compagnia aerea.
Il 3 luglio 2013, in tempo per il 25º anniversario dell'azienda, Air China ha testato con successo la Wireless LAN in volo. È stato il primo volo Internet via satellite globale nella Cina continentale.
All'inizio del 2015 è stato annunciato che la compagnia aerea aveva selezionato il Boeing 737 Next Generation e il 737 MAX per il suo programma di rinnovo della flotta di 60 aeromobili.
Nonostante le sanzioni internazionali imposte alla Russia a causa della sua continua invasione dell'Ucraina, Air China continua a operare voli da e verso la Russia. Questa strategia ha rafforzato la sua posizione dominante nel mercato Cina-Europa, ma ha attirato critiche per il supporto indiretto all'economia russa durante la sua aggressione militare in Ucraina. Alcuni ritengono che le operazioni continuative di Air China in Russia ignorino le implicazioni etiche del conflitto, dando priorità ai profitti piuttosto che alla solidarietà con le sanzioni internazionali volte a contenere le azioni della Russia.

## Identità aziendale

### Proprietà e struttura
L'entità Air China Limited venne registrata nel 2003 e le sue azioni iniziarono a essere negoziate a Hong Kong e Londra il 15 dicembre 2004. In origine, l'entità della compagnia aerea era Air China International, fondata nel 2002. Air China International incorporò China Southwest Airlines e China National Aviation Corporation, diventando una nuova entità.
L'edificio della sede centrale di Air China (cinese semplificato: 国 航 总部 大楼; cinese tradizionale: 國 航 總部 大樓; pinyin: Guó Háng Zǒngbù Dàlóu), la sede centrale dell'azienda, si trova nella zona A dell'area industriale dell'aeroporto di Tianzhu (cinese semplificato: 天竺 空港 工业 区; Cinese tradizionale: 天竺 空港 工業 區; pinyin: Tiānzhú Kōng Gǎng Gōngyèqū) nel distretto di Shunyi, Pechino. La sede legale della società è al nono piano della Blue Sky Mansion (cinese semplificato: 蓝天 大厦; cinese tradizionale: 藍天 大廈; pinyin: Lántiān Dàshà), che si trova nella Zona A dell'area Industriale dell'aeroporto di Tianzhu.
Il logo aziendale di Air China è costituito da un motivo artistico a forma di fenice, il nome della compagnia aerea scritto in calligrafia dall'ex leader nazionale Deng Xiaoping e "AIR CHINA" in inglese. Il logo della fenice è anche la trasfigurazione artistica della parola "VIP". Air China è un membro della Star Alliance.
Air China ha sede principalmente nel suo hub dell'aeroporto di Pechino-Capitale (IATA: PEK), da dove partono numerosi voli a lungo raggio su rotte verso il Nord America, Europa, Sud America, Africa e Australia. La sua flotta è composta da un assortimento di aeromobili Boeing e Airbus, tra cui: Boeing 737, 777, 747, 787 insieme ad Airbus A319, A320, A321, A330 e A350. Air China gestisce anche un secondo hub nell'aeroporto internazionale di Chengdu, dove opera principalmente rotte nazionali, così come all'aeroporto Internazionale di Shanghai Pudong, dove sono servite molte rotte internazionali.

### Air China Cargo
Air China Cargo è una controllata di Air China che si concentra sulla consegna di merci e non trasporta passeggeri. Opera rotte in Asia, Europa e Nord America con la sua flotta di Boeing 747-400F, Boeing 757-200(PCF) e Boeing 777F.

## Cabina

### Prima classe

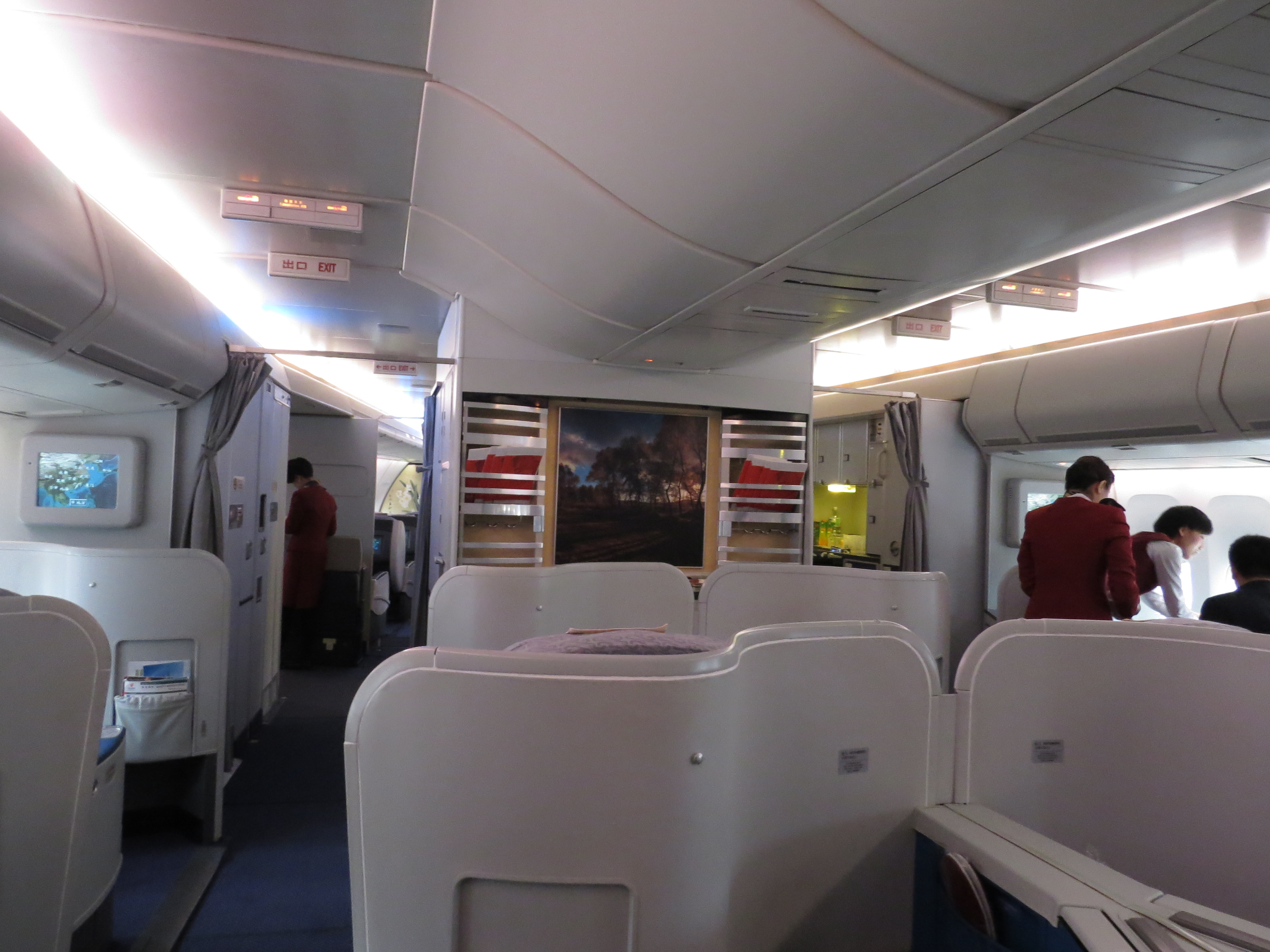
La prima classe su un 747-400.

La prima classe è offerta su tutti i Boeing 747-400, Boeing 747-8 e Boeing 777-300ER, ed era offerta su tutti gli Airbus A340-300 e tutti i Boeing 747-400M. Sui modelli 777-300ER e 747-8 è l'ultimo prodotto di punta di Air China, con letti convertibili lunghi 1,98 metri con AVOD e televisori da 23 pollici per ogni posto. Sui 747-400 i sedili hanno un passo di 80 pollici, sono girevoli e reclinabili elettricamente. È chiamata Forbidden Pavilion per via del suo posto nella cabina.
Anche sugli aeromobili ritirati, come l'A340, la prima classe aveva sedili reclinabili a 180 gradi ma con uno schermo più piccolo. Sui 747-400M era la stessa della variante presente sul -400 ma era invece situata all'interno del muso sul ponte principale invece che tra le porte numero 1 e 2 viste sui 747-400. Sui Boeing 767-300, la First Class era disposta in una configurazione 2-1-2, con sedili più ampi rispetto a quelli business. Questi posti non offrivano alcuna opzione di intrattenimento in volo individuale. I Boeing 767-200 e 767-300ER non offrivano posti in prima classe. Sui Boeing 777-200 precedenti all'aggiornamento degli interni del 2013, la prima classe aveva una configurazione 2-2-2, con schermi personali senza funzionalità AVOD.
Sui voli nazionali, la business class sui jet a fusoliera stretta viene spesso chiamata First Class.

### Business class
La business class è presente su tutti gli aeromobili ed ex aeromobili di Air China.

### Premium economy
La Premium Economy è offerta su tutti gli Airbus A330-300, Airbus A350-900, Boeing 747-8 e Boeing 787-9 di Air China. La classe Premium Economy dell'A350-900 è il prodotto più recente, con schermi reclinabili e più grandi in una configurazione 2-4-2. La Premium Economy sugli A330-300, 747-8 e 787-9 presenta posti con più spazio per le gambe rispetto alla normale Economy.

### Economy
La classe economica è offerta su tutti gli aeromobili di Air China. IFE con funzionalità AVOD sono disponibili sui Boeing 777-300ER, Boeing 787-9, Airbus A350-900, Boeing 747 e gli Airbus A330 più recenti con schermi di dimensioni diverse e sistemi diversi di Panasonic e Telez. La porta di alimentazione universale e la disponibilità USB variano a seconda del velivolo.

## Servizi

### PhoenixMiles
PhoenixMiles (in cinese: 凤凰 知音; pinyin: feng huang zhī yīn, letteralmente "Phoenix Partner"), è il programma frequent flyer di Air China e delle sue controllate Shenzhen Airlines, Shandong Airlines, Tibet Airlines e Dalian Airlines. Questo è il primo programma frequent flyer lanciato nella Cina continentale. È stato progettato per premiare i frequent flyer che viaggiano a livello internazionale e nazionale con Air China e le sue compagnie aeree partner.

## Destinazioni

Destinazioni di Air China a dicembre 2018.

La rete di rotte di Air China si estende in tutta l'Asia fino al Medio Oriente, all'Europa occidentale e al Nord America dai suoi hub all'aeroporto di Pechino-Capitale e all'aeroporto Internazionale di Chengdu Shuangliu. Raggiunge anche un numero significativo di destinazioni asiatiche, australiane ed europee da Shanghai. Alcune rotte internazionali operano da Chengdu, Chongqing, Dalian, Hangzhou, Kunming e Xiamen. È una delle poche compagnie aeree del mondo che vola in tutti e sei i continenti abitati.
Il 10 dicembre 2006, Air China ha iniziato a servire la sua prima destinazione sudamericana, San Paolo-Guarulhos (via Madrid-Barajas). Questo è il volo diretto più lungo della compagnia aerea. Il servizio è stato avviato con un Boeing 767-300ER, ma a causa dell'aumento della domanda, il servizio è stato aggiornato con un Airbus A330-200 e successivamente un Boeing 787-9.
I voli regolari tra la Cina continentale e Taiwan sono iniziati nel luglio 2009. A causa dello status politico di Taiwan, tutti i velivoli Air China che operano voli da e verso Taiwan devono coprire la bandiera della Repubblica popolare cinese sulla fusoliera.
Air China ha introdotto il suo nuovo Airbus A330-300 per le operazioni a lungo raggio a partire dai servizi per Düsseldorf, in Germania, nell'estate del 2011. Questi aeromobili fornivano lo stesso standard di cabina a due classi dell'Airbus A330-200, tranne per il fatto che la cabina economica non aveva posti a sedere con i sistemi di intrattenimento installati (ad eccezione delle prime due file economy che avevano anche un maggiore spazio per le gambe). Düsseldorf è stata la terza destinazione tedesca nella rete Air China. La compagnia ha lanciato un nuovo servizio Pechino-Milano-Malpensa il 15 giugno 2011, integrando l'attuale servizio della compagnia aerea per Milano da Shanghai.

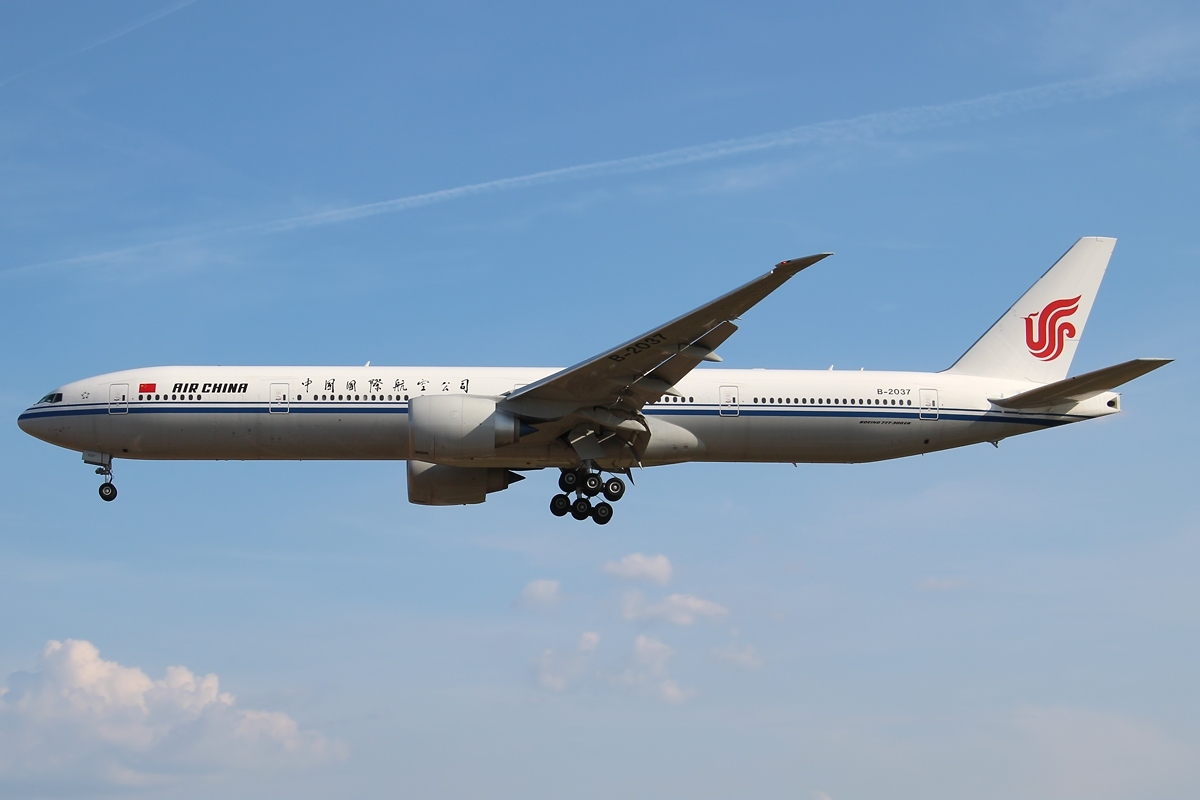
I Boeing 777-300ER hanno gradualmente sostituito i Boeing 747-400.

Le consegne dei 19 nuovi Boeing 777-300ER del vettore sono iniziate a metà del 2011; questi aerei costituivano la nuova "spina dorsale delle future operazioni a lungo raggio". I Boeing 777-300ER hanno sostituito i Boeing 747-400 sulle rotte verso destinazioni statunitensi come Los Angeles, New York e San Francisco, ma si prevedeva che sarebbero entrati in servizio per anche sui voli per Parigi a partire da marzo 2012. Il Boeing 777-300ER ha iniziato sostituendo la maggior parte dei 747 una volta che un numero sufficiente di esemplari era entrato nella flotta. Air China ha ampliato le sue operazioni in India con la rotta Pechino-Mumbai nel settembre 2011, mentre l'attuale rotta verso Delhi è operata dall'A330. La compagnia ha lanciato anche il servizio a Mumbai da Chengdu il 2 maggio 2012. Air China ha iniziato a utilizzare il Boeing 777-300ER su uno dei suoi due voli giornalieri Pechino-Los Angeles il 1º febbraio 2012. Tra la fine del 2012 e l'inizio del 2013, la compagnia ha sostituito i Boeing 747-400 che servivano le rotte per New York e San Francisco con il Boeing 777-300ER. Con l'aggiunta dei Boeing 777 sulle rotte statunitensi, Air China ha aumentato la frequenza sulla rotta Pechino-New York, cambiando i voli da 7 a 11 voli settimanali aggiungendo due nuovi voli (CA989/990). Il 21 gennaio 2014, la compagnia ha inaugurato i servizi per le Hawaii con voli da Pechino a Honolulu, i primi voli non-stop tra le due città. Ha aumentato anche la frequenza del servizio sulla rotta intercontinentale Pechino-Houston da quattro volte alla settimana a un servizio giornaliero dal 30 marzo 2014. A partire dal 10 giugno 2014, Air China ha introdotto un nuovo servizio non-stop da Pechino a Washington-Dulles e, dal 29 settembre 2015, un volo trisettimanale per l'aeroporto Internazionale di Montréal-Pierre Elliott Trudeau in codeshare con Air Canada. Il volo per Montréal è stato esteso all'Avana dal 27 dicembre 2015.
I voli diretti per Johannesburg, in Sudafrica, sono iniziati il 29 ottobre 2015.

### Accordi commerciali

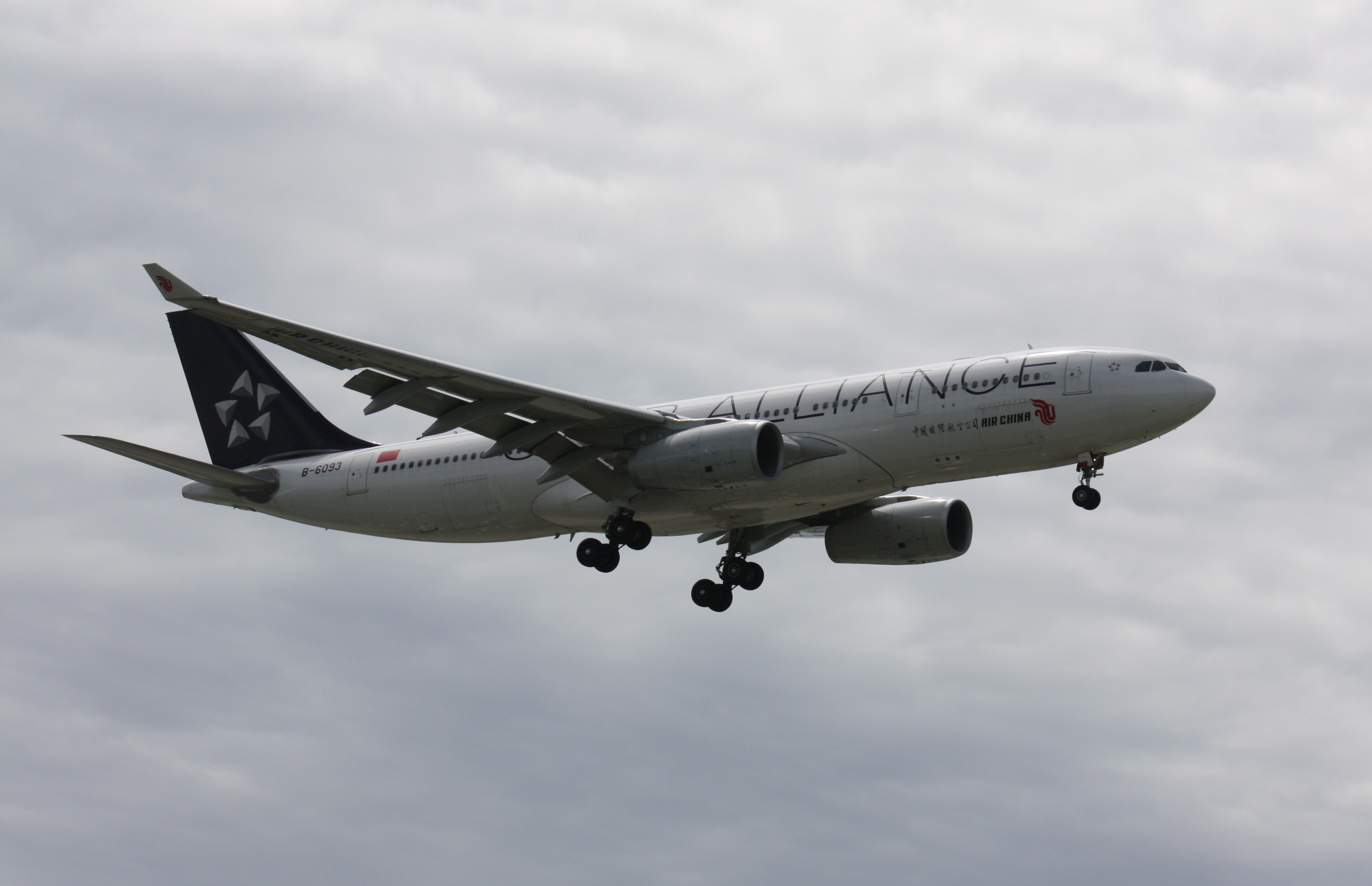
Un Airbus A330-200 di Air China con livrea di Star Alliance

Al 2022 Air China ha accordi di code-share con le seguenti compagnie:
- Air Canada
- Air Dolomiti
- Air India
- Air Macau
- Air New Zealand
- Air Serbia
- All Nippon Airways
- Asiana Airlines
- Austrian Airlines
- Cathay Pacific
- China Express Airlines
- El Al
- Ethiopian Airlines
- EVA Air
- Finnair
- Hawaiian Airlines
- Juneyao Airlines
- Kunming Airlines
- LATAM Brasil
- LATAM Chile
- LOT Polish Airlines
- Lufthansa
- Scandinavian Airlines
- Shandong Airlines
- Shenzhen Airlines
- Singapore Airlines
- South African Airways
- Swiss International Air Lines
- TAP Air Portugal
- Tibet Airlines
- Turkish Airlines
- Uni Air
- United Airlines
- Virgin Atlantic

### Alleanze
Nel dicembre 2010 Air China è entrata a far parte di Star Alliance

## Flotta

### Flotta attuale

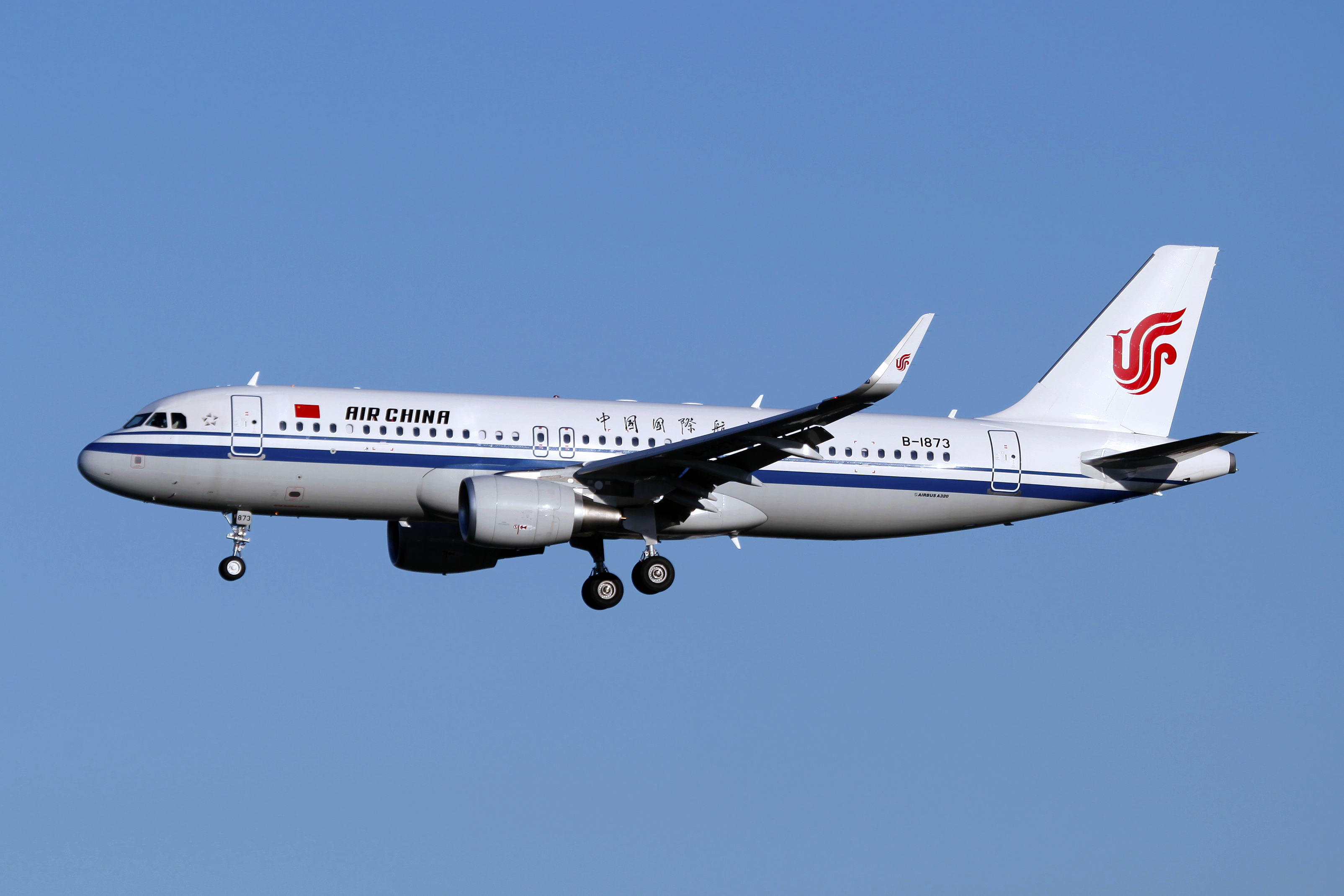
Airbus A320-200.

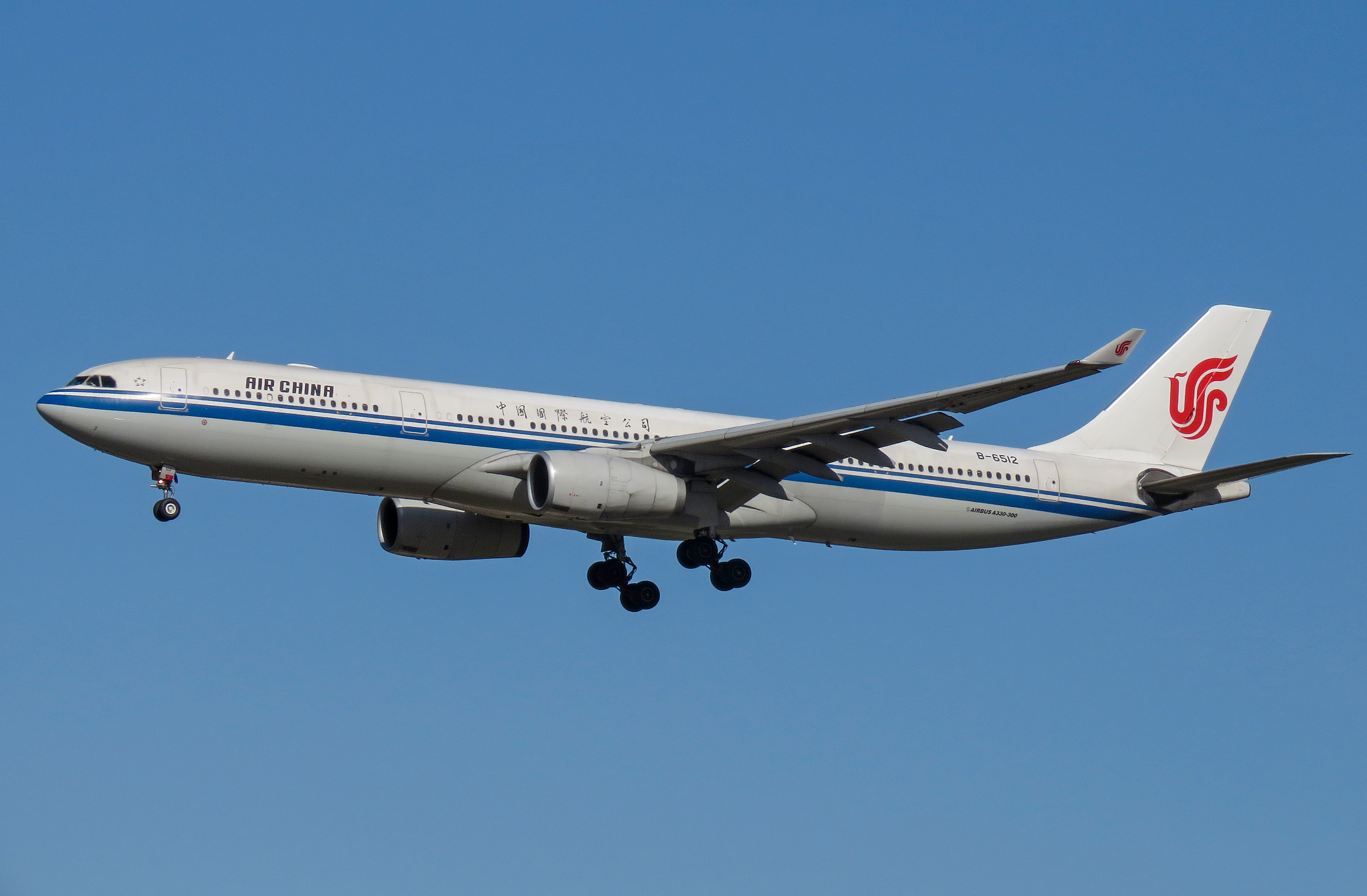
Airbus A330-300.

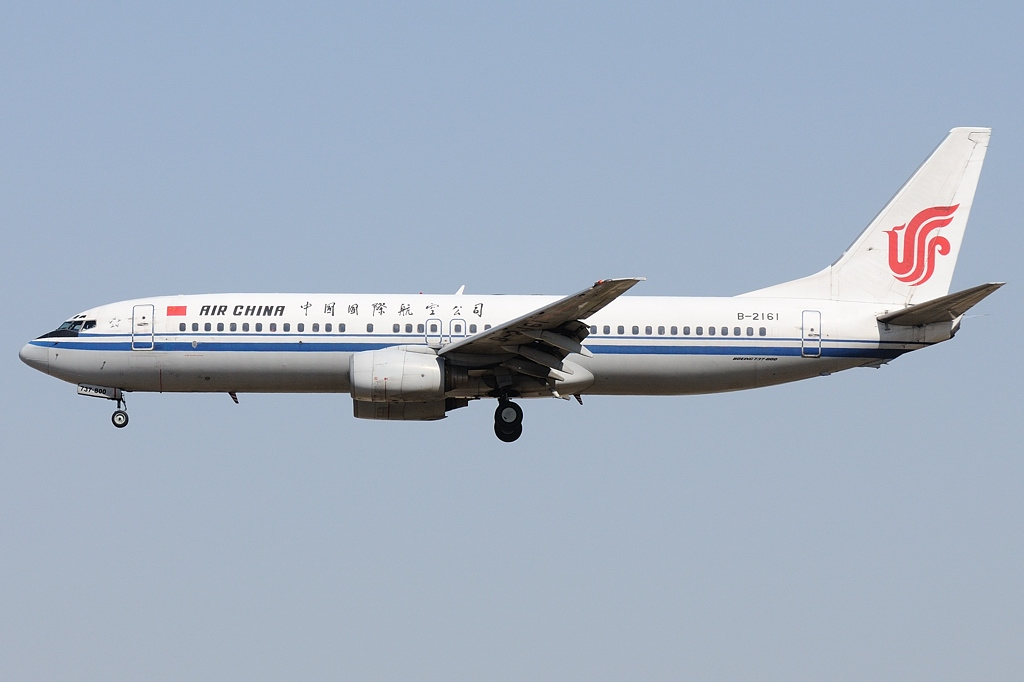
Boeing 737-800.

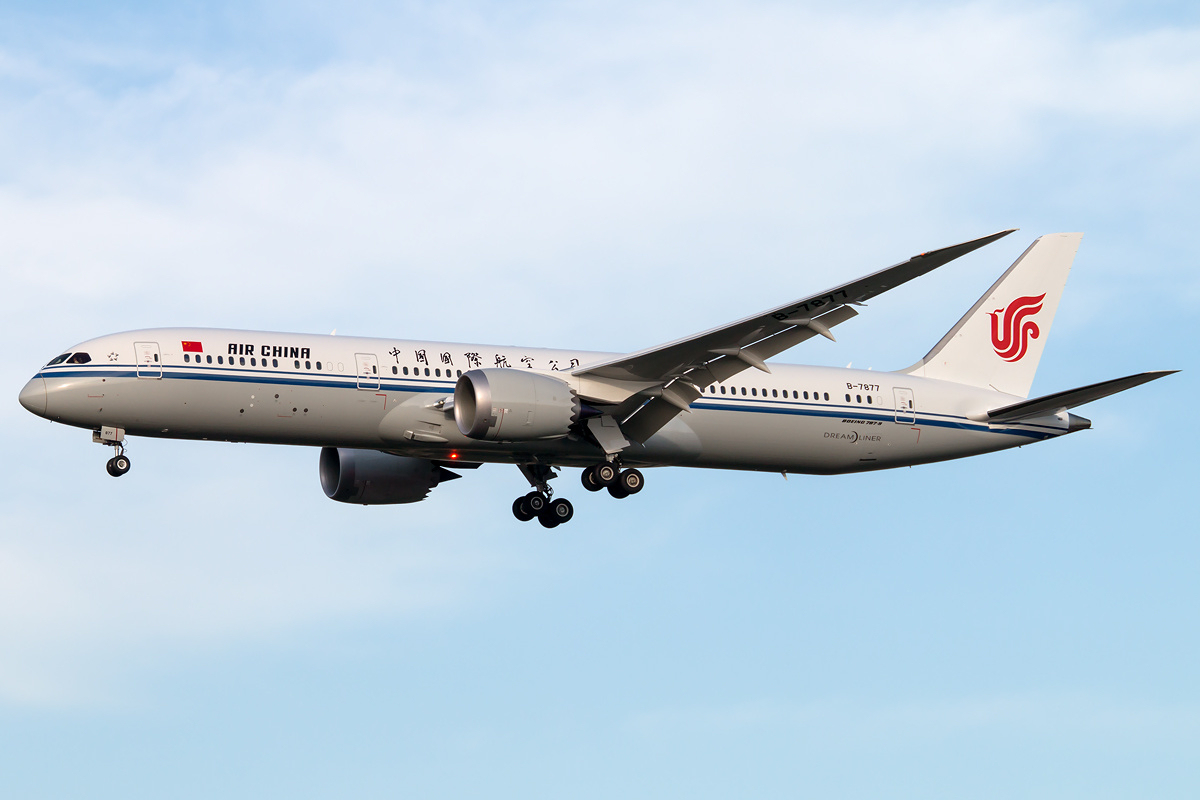
Boeing 787-9.

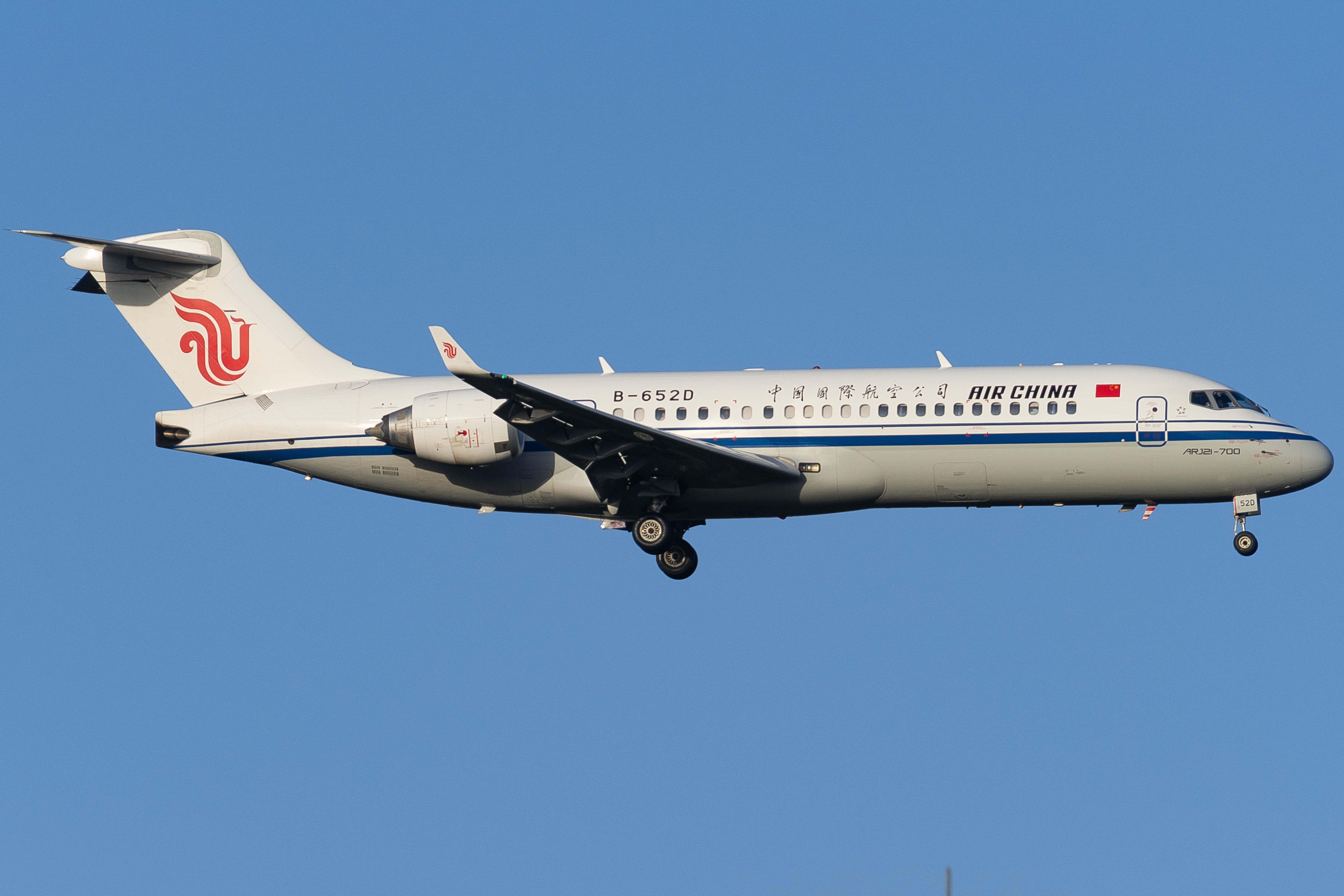
Comac ARJ21-700.

Ad agosto 2024 la flotta di Air China è così composta:

### Flotta storica

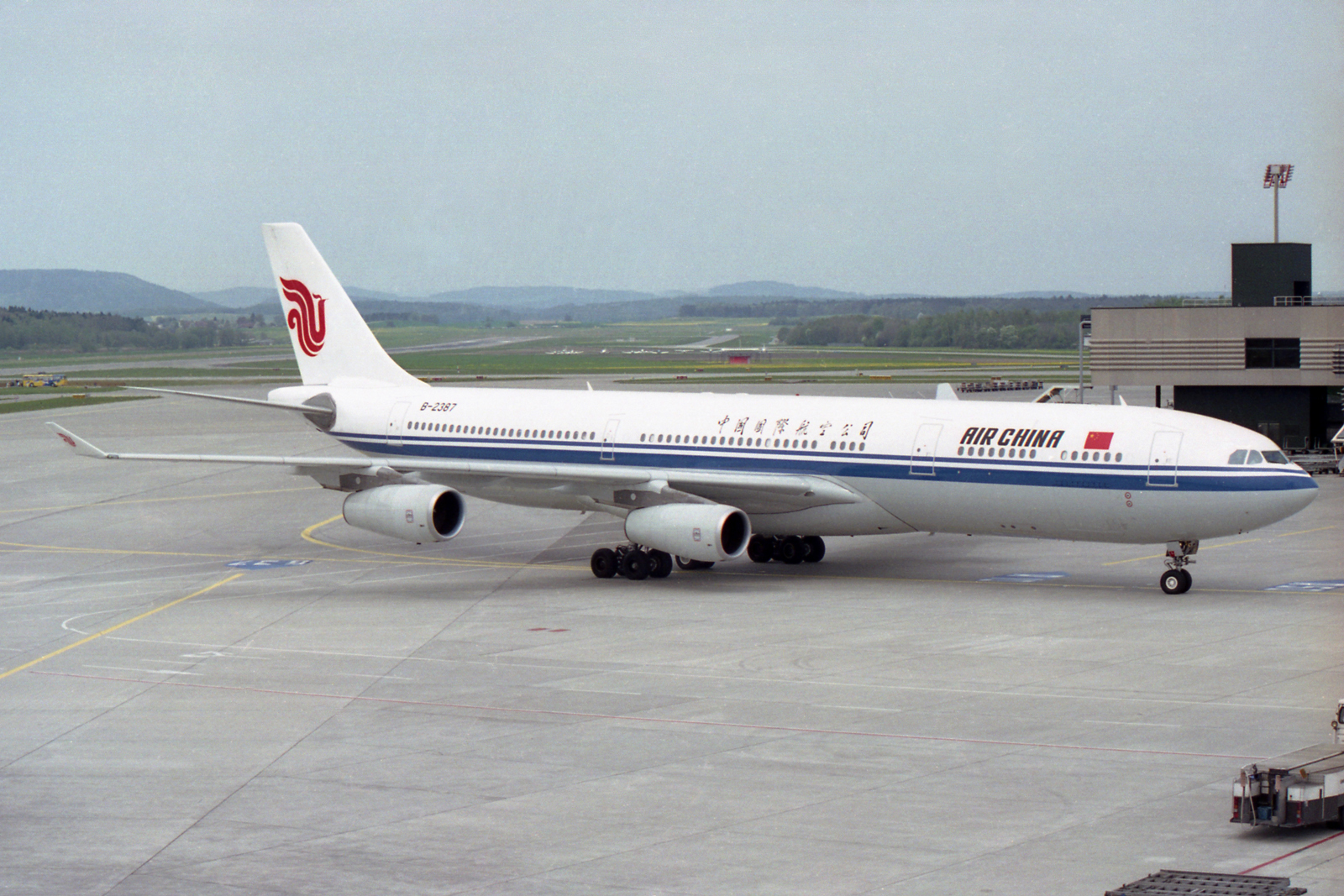
Un Airbus A340-300.

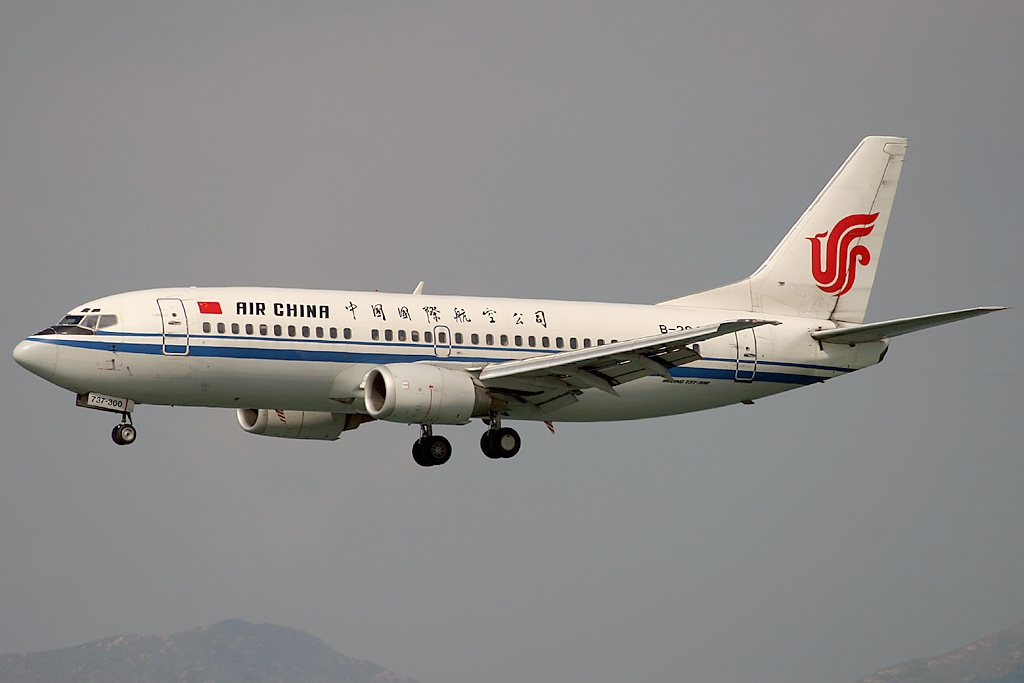
Un Boeing 737-300.

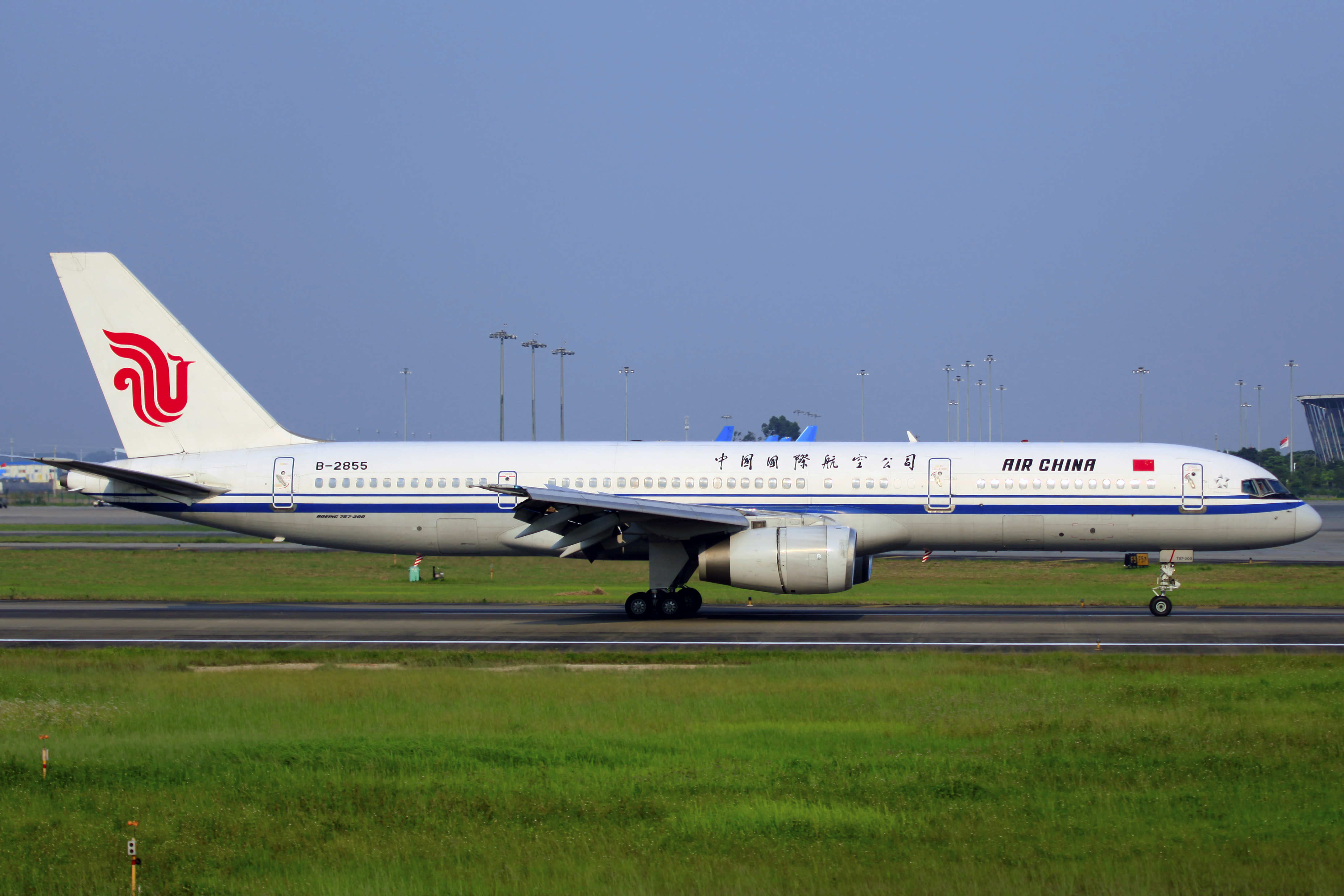
Un Boeing 757-200.

Air China operava in precedenza con i seguenti aeromobili:

## Incidenti
- Il 15 aprile 2002, il volo Air China 129, un Boeing 767-2J6ER, si schiantò su una collina vicino a Pusan, provocando la morte di 129 delle 166 persone a bordo. Secondo il rapporto pubblicato nel 2005 dal Korea Aviation Accident Investigation Board (KAIB), l'incidente era da attribuire ad un errore del pilota che aveva condotto l'aereo al di sotto dell'altezza minima di sicurezza; inoltre venne appurato che i piloti erano stati addestrati al simulatore ad effettuare atterraggi non strumentali solamente all'aeroporto di Pechino ma mai all'aeroporto di Pusan e che i controllori di volo non utilizzarono il Minimum safe altitude warning quando persero il contatto visivo del volo 129.[31]
- Il 17 agosto 2019, un Airbus A330-300, marche B-5958, prese fuoco mentre era in attesa dell'imbarco dei passeggeri per un volo tra Pechino e Tokyo. Nessuno rimase ferito; l'aereo venne ritirato dal servizio per i gravi danni subiti.[32]
- Il 23 settembre 2020, il volo Air China 4230, un Airbus A321neo operante un volo da Fuzhou a Chengdu, fu costretto ad atterrare all'aeroporto internazionale di Changsha Huanghua dopo che un passeggero era stato trovato morto suicida nel bagno.[33]